# Kara Daria
El río Kara Daria, Kara Darya o Qaradaryo es un río de 177 km de longitud que atraviesa Kirguistán y la parte oriental de Uzbekistán, hasta encontrarse con el río Naryn para formar el río Sir Daria en el valle de Ferganá.
El río nace de la confluencia de los ríos Kara Kouldja (o Karadkudja) y Tar, que nacen en las montañas de Fergana, al este del valle de Fergana y en las montañas Alai, que forman parte de la cordillera del Pamir, fronteriza con China.
El río tiene una importancia primordial para la agricultura de la región. El embalse de Andiján, compartido por Uzbekistán y Kirguistán se construyó en 1978 para regar el valle de Fergana. Aguas arriba del embalse la cuenca es de 12 360 km², aunque la cuenca completa del río cubre 28.630 km². El caudal medio del río es de 136 m³/s, pero puede oscilar entre 51 m³/s en enero y más de 300 m³/s en junio y julio.
El río Kara Daria es de régimen nival, de ahí que su máximo caudal se dé en junio, y el más escaso en invierno. Sus principales tributarios son, por la izquierda, Yassy y Kugart, y por la derecha, el río Tentaksay (o Karaunkur). Antes de entrar en el valle de Ferganá, el río atraviesa la garganta de Kampyrravat. En el valle, atraviesa una llanura inundable en la que se divide en numerosos brazos antes de unirse al río Naryn.
Las poblaciones más importante a lo largo de su curso son Uzgen, Topolino, y Karabagish.